# 阿加賈里
阿加賈里是伊朗的城市，位於該國西南部札格羅斯山脈西部山腳，由胡齊斯坦省負責管轄，距離首府阿瓦士約125公里，海拔高度195米，2006年人口13,152。